# Corale Novantanove
La Corale Novantanove è un coro a voci miste fondato a L'Aquila nel 1977.
Il nome deriva dalla tradizione secondo la quale L'Aquila fu fondata da una federazione di 99 castella (nel medioevo ogni castello era rappresentante di un villaggio) e possedeva 99 chiese, 99 piazze e 99 fontane. Dalla stessa tradizione nacquero la fontana delle 99 cannelle ed i 99 rintocchi della campana del duomo.

## Storia
Il nome di questa Associazione ricorda le “Novantanove Castella” che formarono la città dell’Aquila verso la metà del XIII secolo. Fondata nel 1977 e costituita nel 1980, fu promossa da appassionati cultori della polifonia di ogni epoca e civiltà. Fin dai suoi esordi essa si impose all’attenzione di pubblico ed esperti in Abruzzo e fuori, conseguendo riconoscimenti e premi.
Con l’Orchestra Sinfonica Abruzzese ha eseguito il Gloria in Re Magg. di A. Vivaldi (1980, 2003), il Requiem di L. Cherubini (1985, 1989), la Missa brevis in Re Magg. K194 di W.A. Mozart (1990, 1991, 1993), la Commedia Armonica di D. Nicolau in prima esecuzione assoluta (1990) e repliche (1991, 1993, 1998, 2004, 2010). Ha collaborato anche con altre orchestre e gruppi strumentali come “I Solisti Aquilani”, l’Insieme Strumentale “Serafino Aquilano” specie per la prima esecuzione moderna (2004) del “Te Deum” di C. Cotumacci compositore abruzzese del ‘700, l’Orchestra “Benedetto Marcello” di Teramo, l’Orchestra “Città Aperta” per l’esecuzione in prima mondiale della “Passio Christi” (2005) di A. Neri per la Società Aquilana del Concerti “B. Barattelli”, l’Orchestra e Coro dell’Accademia Musicale Pescarese per l’esecuzione della IX Sinfonia di L.V. Beethoven (2008) al Teatro Massimo di Pescara. Nell’agosto 2011 ha collaborato anche con l’Orchestra dell’Estate Musicale Frentana ancora per l’esecuzione della IX Sinfonia di Beethoven a Lanciano e a L’Aquila nella Basilica di S. Maria di Collemaggio sotto la direzione del M° Luigi Piovano. La Corale Novantanove fa parte anche del “Coro Città dell’Aquila”, su progetto di Vittorio Antonellini, per la concertazione di grandi affreschi musicali quali il Requiem in Re min. di W. A. Mozart. Nel dicembre 2012 ha conseguito un clamoroso successo a Vienna nell’ambito della “Rassegna Internazionale di canti dell’Avvento”.
Nel 2015 la Corale Novantanove ha eseguito, con il consueto successo, il requiem di Luigi Cherubini a Rieti (3 aprile) e a L’Aquila (4 aprile) sotto la direzione di Vittorio Antonellini ed il Requiem K626 di W.A. Mozart nella Cattedrale di Chieti (12 Luglio) con la direzione di Marcello Bufalini.
Nell’ambito della 721ª edizione della Perdonanza aquilana, in collaborazione con l’Orchestra da Camera Aquilana ha eseguito, tra l’altro, il Gloria di A. Vivaldi nella Basilica di San Bernardino in L’Aquila il 29 agosto.
Nell’aprile 2018 la Corale Novantanove ha fatto parte del grande coro regionale (circa 180 coristi) organizzato dall’Istituzione Sinfonica Abruzzese, sotto la direzione di Pasquale Veleno, per la produzione della IX Sinfonia di L.v. Beethoven eseguita nei maggiori centri d'Abruzzo e conclusa a L'Aquila il 14 aprile nella restaurata Basilica di S. Maria di Collemaggio.
Nell’aprile 2019 La Corale Novantanove ha eseguito con l’Istituzione Sinfonica Abruzzese, sotto la Direzione di Marco Moresco, la Messa in Do Magg. op. 86 di L.v. Beethoven nella Basilica di Atri e all’Aquila presso il Ridotto del Teatro Comunale a chiusura della 44ª Stagione dei concerti dell’ISA.
Dal 1984 l’Associazione organizza ogni anno la “Rassegna di Corali Polifoniche”, mantenendo ottimi rapporti culturali con i più importanti organismi della coralità nazionale ed estera. Dopo il maestro fondatore Mario Tarquini,  dal 1986 al 2004 il coro è stato diretto dal M° Pierangelo Castellani. Attualmente il Direttore Artistico è il M° Ettore Maria Del Romano, coadiuvato dal M° Mara Piccinini nell’istruzione del coro. 

## Esibizioni rilevanti
- Antonio Vivaldi, Gloria in re maggiore (1980, 2003)
- Luigi Cherubini, Requiem in do minore, con l'Orchestra da camera "Benedetto Marcello" di Teramo (1985, 1989) e l'Orchestra Sinfonica Abruzzese (2015)
- Dimitri Nicolau, Commedia armonica (1990, 1991, 1993, 1998 e 2004)
- Wolfgang Amadeus Mozart, Messa brevis in re maggiore, K194, (1990, 1991, 1993)
- Carlo Cotumacci, Te deum
- Antonello Neri, Passio christi (2005)
- L. v. Beethoven, IX Sinfonia, 2008 e 2018
- L.v. Beethoven, Messa in Do magg. op. 86, 2019

## Discografia
- Il canto corale - Abruzzo
- Laude Celestiniane (con l'Ensemble Micrologus)
- Vocalia (2002)
- Cinespettacolo della Grancia